# Epifagus virginiana
Epifagus virginiana là loài thực vật có hoa thuộc họ Cỏ chổi. Loài này được (L.) Barton mô tả khoa học đầu tiên năm 1818.